# میلان یووانویچ (بازیکن فوتبال، زاده ۱۹۸۱)
میلان جووانوی (صربی: Milan Jovanović؛ زادهٔ ۱۸ آوریل ۱۹۸۱) یک بازیکن فوتبال در پست مهاجم و  هافبک اهل صربستان است.

## باشگاهی
از باشگاه‌هایی که در آن بازی کرده‌است می‌توان به وویوودینا، شاختار دونتسک، لوکوموتیو مسکو، استاندارد لیژ، لیورپول، اندرلشت اشاره کرد.

## تیم ملی
وی همچنین در تیم ملی فوتبال صربستان بازی کرده است.